# Nazgol Ansarinia
Nazgol Ansarinia (nascido em 1979) é uma artista iraniana.
Ansarina nasceu em Teerão e possui um diploma de bacharelato pelo London College of Communication e um grau de MFA do California College of the Arts.
O seu trabalho está incluído nas colecções da Galeria de Arte de Queensland, do Museu de Arte do Condado de Los Angeles, da Galeria Tate e do Museu Britânico.